# Diplophryidae
Famille
Les Diplophryidae sont une famille de chromistes de l'embranchement des Bigyra, de la classe des Labyrinthulea et de l’ordre des Thraustochytriida.

## Étymologie
Le nom de la famille vient du genre type Diplophrys, dérivé du grec διπλόος / diplóos, double, et οφρύς / ophrýs, « cil ; sourcil », en référence aux deux structures filamenteuses qui émergent des pseudostomes, de chaque côté de la cellule.

## Description
Diplophrys possède une paroi cellulaire écailleuse et une structure de type réseau ectoplasmique émergeant de deux extrémités de la cellule, également appelée filopodia. On note l'absence de sagenétosome et de zoospores .

## Distribution
Diplophrys marina a été renommé Amphifila marina en raison de sa présence dans les environnements marins.
Diplophrys archeri et Diplophrys parva vivent en eau douce.

## Liste des genres
Selon The Taxonomicon (12 septembre 2022) :
- Diplophrys Barker, 1868

## Systématique
Le nom correct de ce taxon est Diplophryidae  Cavalier-Smith, 2012.
Récemment, le genre a été modifié et Diplophrys marina a été renommé Amphifila marina (en raison de sa présence dans les environnements marins), tandis que Diplophrys archeri et Diplophrys parva, toutes deux d'eau douce, font toujours partie du genre. Cependant l'absence de sagenétosome et de zoospores, ainsi que la divergence moléculaire de l'ADNr 18S, amène à penser que Diplophrys appartient à une lignée familiale distincte sensu stricto des Thraustochytriidae.